# カトマンズの男
『カトマンズの男』（フランス語原題：Les Tribulations d'un Chinois en Chine）は、1965年に公開されたフランス・イタリア映画。フィリップ・ド・ブロカ監督、ダニエル・ブーランジェ脚本、ジャン＝ポール・ベルモンド主演によるの映画。原作はジュール・ヴェルヌの小説『必死の逃亡者』（原題同じ）であるが、ブロカは非常に自由な解釈をしている。
ブロカは同じくベルモンド主演の『リオの男』（1963年）と同様に異国趣味をとりいれようと、ネパールの首都カトマンズや香港、マレーシアなどで撮影した。
日本では、2021年に『ジャン＝ポール・ベルモンド傑作選第2弾』として、「リオの男」「アマゾンの男」「エースの中のエース」「相続人」とともに上映された。

## ストーリー
30歳の大金持ちアルチュール・ランプルール（ジャン＝ポール・ベルモンド）は退屈の余り自殺したがるが、自殺の試みは全部失敗する。そこで、フィアンセのアリスとその小姓のレオン、アリスの母親とその恋人コルネリウス、元後見人でもあった古くからの中国人の友人ゴー氏と船旅に出る。
ランプルールの法定代理人ビスコトンが香港までアルチュールを探しにやってきて、アルチュールの破産を知らせる。アルチュールは自殺の試みを続け、フィアンセの母親スージーは婚約解消を要求する。ゴー氏のアイデアで、スージーにアルチュールの生死を委ねることになる。アルチュールは婚約者アリスとゴー氏を受取人に有効期間1か月の生命保険に署名する。ゴー氏は殺し屋を手配する。そしてアルチュールの殺し屋からの逃走が繰り広げられる。

## キャスト
| 役名                           | 俳優                       | 日本語吹替                         | 日本語吹替                                            |
| 役名                           | 俳優                       | TBS版                              | 東京12ch版                                            |
| ------------------------------ | -------------------------- | ---------------------------------- | ----------------------------------------------------- |
| アルチュール・ランプルール     | ジャン＝ポール・ベルモンド | 前田昌明                           | 青野武                                                |
| アレクサンドリーヌ・ピナルディ | ウルスラ・アンドレス       | 増山江威子                         | 平井道子                                              |
| レオン                         | ジャン・ロシュフォール     | 吉沢久嘉                           | 北村弘一                                              |
| スージー・ポンシャベール       | マリア・パコム             |                                    | 加川三起                                              |
| アリス・ポンシャベール         | ヴァレリー・ラグランジュ   |                                    | 山岡葉子                                              |
| コルネリウス                   | ジェス・ハーン             |                                    | 藤本譲                                                |
| ゴー氏                         | ヴァレリー・インキジノフ   |                                    | 清川元夢                                              |
| ロカンタン                     | マリオ・ダヴィッド         |                                    | 野本礼三                                              |
| コルナック                     | ポール・プレボワ           |                                    | 増岡弘                                                |
| ビスコトン                     | ダリー・コール             |                                    |                                                       |
| チャーリー・フォリンスター     | ジョー・セイド             |                                    | 加藤正之                                              |
| 不明 その他                    |                            |                                    | 国坂伸 二又一成 相原優美 福士秀樹 川端美津子 平山葉子 |
|                                |                            |                                    |                                                       |
| 演出                           | 演出                       |                                    | 藤山房延                                              |
| 翻訳                           | 翻訳                       |                                    | 進藤光太                                              |
| 効果                           | 効果                       |                                    | 佐藤良介                                              |
| 調整                           | 調整                       |                                    | 国定保孝                                              |
| 制作                           | 制作                       |                                    | 千代田プロダクション                                  |
| 解説                           | 解説                       | 荻昌弘                             |                                                       |
| 初回放送                       | 初回放送                   | 1971年11月8日 『月曜ロードショー』 | 1977年5月5日 『木曜洋画劇場』                         |